# Fable: The Journey
Fable: The Journey — четвёртая игра в серии Fable, разработанная Lionhead Studios. Впервые игра была представлена на E3 2011, где был показан первый трейлер, а также демо игры. Демо было представлено на Xbox 360. Выход Fable: The Journey состоялся 9 октября 2012 года для Xbox 360 как эксклюзив для Kinect. Игра использует только Kinect для Xbox 360 для управления персонажем. На E3 2011 также стало известно, что игра является спин-оффом основной серии игр.

## Критика
| Сводный рейтинг    | Сводный рейтинг |
| Агрегатор          | Оценка          |
| ------------------ | --------------- |
| GameRankings       | 63,69 %         |
| Metacritic         | 61/100          |
| Иноязычные издания |                 |
| Издание            | Оценка          |
| Destructoid        | 3,5/10          |
| EGM                | 9/10            |
| G4                 | 2,5/5           |
| Game Informer      | 5/10            |
| GameSpot           | 8/10            |
| GamesRadar+        | [ 8 ]           |
| Hardcore Gamer     | 4/5             |
| IGN                | 7,2/10          |
| OXM                | 6,5/10          |
| The Escapist       | [ 12 ]          |

Fable: The Journey получил ряд смешанных обзоров. Средний балл составляет 63,69 % на GameRankings и 61/100 на Metacritic.
Giant Bomb похвалил персонажей игры, юмор и эмоциональную глубину, заявив, что, «Вы, в конечном итоге, искренне жалеете определенных персонажей, когда плохие вещи случаются с ними, и игра достигает кульминации в момент, который, вероятно, будет одним из самых острых увиденных в играх в этом году» (англ. "You end up genuinely feeling sorry for certain characters on several occasions when bad things happen to them, and the game culminates in a moment that will likely be among the most poignant seen in a game this year").
Самая сильная критика игры пришла из Destructoid, который сказал: "… в целом очевидно, что в Lionhead упорно работали над последним приключением мира Fable. Это не означает, однако, что это хорошо. Это далеко не так. Столько, сколько Lionhead может пытаться побить свой лучший уровень и ограничения Kinect’а каждый раз, но The Journey скучен, когда он работает и слёзы наворачиваются, когда он не работает.
(англ. "...altogether it's evident that Lionhead worked hard on this latest Fable adventure. That does not mean, however, that it's good. Far from it. As much as Lionhead may have tried its level best, the limitations of Kinect ensure, at every step, that The Journey is boring when it works and tear-inducing when it doesn't").